# Freudental
Freudental este o comună din landul Baden-Württemberg, Germania.
1. ↑   https://www.stuttgarter-zeitung.de/inhalt.ludwigsburg-buergermeisterin-reisst-luecke.13a782c3-79e2-4f74-880f-3a56ccdc40c1.html Lipsește sau este vid: |title= (ajutor)
2. ↑  Alle politisch selbständigen Gemeinden mit ausgewählten Merkmalen am 31.12.2018 (4. Quartal) (în germană), Statistisches Bundesamt[*], arhivat din original la 10 martie 2019, accesat în 10 martie 2019
3. ↑   http://www.statistik.baden-wuerttemberg.de/BevoelkGebiet/Bevoelkerung/01515020.tab?R=GS118016 Lipsește sau este vid: |title= (ajutor)